# Neoeptesicus chiriquinus
Neoeptesicus chiriquinus är en fladdermus i familjen läderlappar som förekommer i norra Sydamerika och Panama.
Arten når en kroppslängd (huvud och bål) av 62 till 69 mm, en svanslängd av 36 till 51 mm och en vikt av 9 till 13 g. Den har 43 till 48 mm långa underarmar, 9 till 13 mm långa bakfötter och 12 till 17 mm stora öron. Pälsen på ovansidan har oftast en svart färg men det finns även varianter med gulbrun päls. Undersidan är brunaktig. Hårens längd på ovansidan är 8 till 10 mm. Av de mindre arterna i släktet Neoeptesicus har bara Neoeptesicus andinus lika långa hår. Hos Neoeptesicus chiriquinus förekommer en tydligare hjässkam (crista sagittalis) jämförd med Neoeptesicus andinus.
Denna fladdermus har flera från varandra skilda populationer i norra Sydamerika (Ecuador, Colombia, Venezuela) och Panama. Den lever i tropiska städsegröna skogar eller i andra fuktiga skogar. Enligt en studie från 2013 finns den även i Amazonområdet i Brasilien samt i östra Brasilien nära Atlanten. I bergstrakter når arten 3000 meter över havet.
Individerna jagar insekter. De flyger ofta ovanför skogsgläntor eller längs vägar.
Landskapsförändringar kan påverka beståndet. IUCN listar Neoeptesicus chiriquinus som livskraftig (LC).